# Chlorure de méthanesulfonyle
Le chlorure de méthanesulfonyle ou chlorure de mésyle est un chlorure de sulfonyle (le chlorure de l'acide méthanesulfonique) utilisé pour former des mésylates (méthanesulfonates) et pour générer des sulfènes.

## Préparation
Le chlorure de mésyle est très toxique, sensible à l'humidité, corrosif et lacrymogène. Il doit être stocké dans un endroit sec, préférablement dans un dessicateur.
Il est préparé soit par synthèse directe du méthane et du chlorure de sulfuryle dans une réaction radicalaire (1):
CH4 (g) + SO2Cl2 (g) → CH3SO2Cl + HCl (g) (1)
soit par une autre méthode qui part de l'acide méthanesulfonique qui, lui-même, est accessible via la réaction du méthane avec le trioxyde de soufre (2) ou via une forte oxydation du méthanethiol (3):
CH4 (g) + SO3 (g) → CH3SO3H (l) (2)
CH3SH + HNO3 → CH3SO3H + H2O + NOx (3)
L'acide méthanesulfonique ainsi préparé réagit avec le chlorure de thionyle (4) ou le phosgène (5) pour former le chlorure de mésyle :
CH3SO3H + SOCl2 → CH3SO2Cl + SO2 + HCl (4)
CH3SO3H + COCl2 → CH3SO2Cl + CO2 + HCl (5)

## Utilisation

### Méthanesulfonate
Le principal usage du chlorure de méthanesulfonyle est la formation d'esters mésylates d'alcools en présence d'une base non nucléophile. Les méthanesulfonates sont utilisés comme intermédiaires de synthèse dans des réactions de substitution, d'élimination, de réduction et de réarrangement. Quand ils sont traités avec un acide de Lewis, les méthanesulfonates d'oxime subissent facilement un réarrangement de Beckmann.
Les méthanesulfonates ont été occasionnellement utilisés comme groupe protecteur d'hydroxyle. Ils sont stables en milieu acide et peuvent être retirés en utilisant de l'amalgame de sodium.

### Méthanesulfonamide
Le chlorure de mésyle peut réagir sur les amines pour former des méthanesulfonamides. Contrairement aux méthanesulfonates, un méthanesulfonamide est un groupe fonctionnel très stable aussi bien en condition acide qu'en condition basique. Quand il est utilisé comme groupe protecteur, il peut être reconverti en amine en utilisant de le tétrahydruroaluminate de lithium (LiAlH4).

### Addition sur un alcyne
En présence de chlorure de cuivre(II), le chlorure de methanesulfonyle s'additionne sur les alcynes pour former des β-chloro sulfones.

### Formation d'hétérocycles
Sous traitement avec une base comme la triéthylamine, le chlorure de mésyle subit une élimination pour former du sulfène qui, lui-même, peut subir des cycloadditions pour former différents hétérocycles, par exemple, les α-hydroxycétones réagissent avec le sulfène pour former des sultones à cinq chaînons.

### Autre
Former des ions acyliminium à partir d'α-hydroxyamides peut être fait en utilisant une fois de plus le chlorure de mésyle et une base, typiquement la triéthylamine.